# موسوعة الفلسفة
موسوعة الفلسفة هي موسوعة فلسفية تقع في ثلاثة مجلدات، جمعها وأعدّها الدكتور عبد الرحمن بدوي عام 1980م، ولها في المكتبات إصدار من المؤسسة العربية للدراسات والنشر. تضم الموسوعة أسماء أعلام، ومصطلحات فلسفية أو لها بعد فلسفي. وتجدر الإشارة إلى أن الكثير من مواد الموسوعة هي فصول مقتطفة من مؤلفات بدوي، خاصة من المؤلفات التاريخية.
من الصفات الواضحة في هذا العمل، غياب التوازن في جودة وكثافة المقالات المتضمنة. فبعضها يتسم بالإسهاب غير الضروري، وبعضها الآخر بالاختصار المخل بالدلالات الأولية للمواد المخصوصة بالمعالجة. مضافا إلى ذلك حضور جلي لشخصية بدوي في كثير من المقالات، الأمر الذي يمس القيمة الأكاديمية للموسوعة، وذلك بالتأثير السلبي على موضوعية معالجاتها.
من نواحي القصور في الموسوعة أنها لا تضم فلاسفة ما بعد النصف الثاني من القرن العشرين، وهذا قصور مرده إلى انصراف بدوي إلى مشاريع أخرى إلى حين وفاته في العام 2002.
لقد تمت طباعة المجلدات الثلاث ووزعت، ولكنها مع ذلك نادرة الوجود في الأسواق، حالها في ذلك حال كثير من مؤلفات عبد الرحمن بدوي.